# آلبانی در المپیک تابستانی ۲۰۲۴
کاروان المپیکی آلبانی در بازی‌های المپیک تابستانی ۲۰۲۴ پاریس از ۲۶ ژوئیه تا ۱۱ اوت ۲۰۲۴ (۵ تا ۲۱ امرداد ۱۴۰۳ خورشیدی) به نمایندگی از کمیته ملی المپیک آلبانی (KOKSH) شرکت کرد.
 این المپیک دهمین حضور این کشور در بازی های المپیک تابستانی بود، از زمان اولین حضور رسمی در سال ۱۹۷۲،، به جز سال های ۱۹۷۶، ۱۹۸۰ به دلیل تحریم آمریکا، ۱۹۸۴ به دلیل تحریم اتحاد جماهیر شوروی، ۱۹۸۸، بازگشت این کشور به المپیک در سال ۱۹۹۲ است.
آلبانی در این دوره از بازی‌ها، برای نخستین بار توانست مدال المپیک خود را در رشته ورزشی کشتی به دست آورد، کشتی‌گیر چرمن ولیف در دسته وزنی ۷۴ کیلوگرم آزاد مردان به مدال برنز رسید و سپس دومین برنز آلبانی به‌دست اسلام دودایف هم‌تیمی او در دسته وزنی ۶۵ کیلوگرم آزاد مردان به دست آمد. تا پیش از این، آلبانی هیچ‌گاه موفق به کسب مدال نشده بود.

## مدال آوران
| مدال | نام          | ورزش | رویداد            | تاریخ  |
| ---- | ------------ | ---- | ----------------- | ------ |
| برنز | چرمن ولیف    | کشتی | ۷۴ ک.گ آزاد مردان | ۱۰ اوت |
| برنز | اسلام دودایف | کشتی | ۶۵ک.گ آزاد مردان  | ۱۱ اوت |

| مدال براساس ورزش | مدال براساس ورزش | مدال براساس ورزش | مدال براساس ورزش | مدال براساس ورزش |
| ---------------- | ---------------- | ---------------- | ---------------- | ---------------- |
| ورزش             | 1                | 2                | 3                | کل               |
| کشتی             | ۰                | ۰                | ۲                | ۲                |
| کل               | ۰                | ۰                | ۲                | ۲                |

| مدال براساس جنسیت | مدال براساس جنسیت | مدال براساس جنسیت | مدال براساس جنسیت | مدال براساس جنسیت |
| ----------------- | ----------------- | ----------------- | ----------------- | ----------------- |
| جنسیت             | 1                 | 2                 | 3                 | کل                |
| زنان              | 0                 | 0                 | 0                 | 0                 |
| مردان             | ۰                 | ۰                 | ۲                 | ۲                 |
| مختلط             | ۰                 | ۰                 | ۰                 | ۰                 |
| کل                | ۰                 | ۰                 | ۲                 | ۲                 |

| مدال براساس تاریخ | مدال براساس تاریخ | مدال براساس تاریخ | مدال براساس تاریخ | مدال براساس تاریخ | مدال براساس تاریخ |
| ----------------- | ----------------- | ----------------- | ----------------- | ----------------- | ----------------- |
| تاریخ             | 1                 | 2                 | 3                 | کل                |                   |
| ۱۰ اوت            | ۰                 | ۰                 | ۱                 | ۱                 |                   |
| ۱۱ اوت            | ۰                 | ۰                 | ۱                 | ۱                 |                   |
| کل                | ۰                 | ۰                 | ۱                 | ۲                 |                   |

## شرکت‌کنندگان
در لیست زیر تعداد ورزشکاران این کشور در بازی های المپیک تابستانی ۲۰۲۴ پاریس آمده است.
| ورزش        | مردان | زنان | کل |
| ----------- | ----- | ---- | -- |
| دو و میدانی | ۱     | ۱    | ۲  |
| تیراندازی   | ۱     | ۱    | ۱  |
| شنا         | ۱     | ۱    | ۲  |
| کشتی        | ۳     | ۰    | ۳  |
| کل          | ۵     | ۳    | ۸  |

## دو و میدانی
ورزشکاران آلبانی در رشته دو و میدانی استانداردهای لازم برای حضور در المپیک تابستانی پاریس ۲۰۲۴ را با گذراندن مستقیم یا با رتبه جهانی در رویدادهای زیر (حداکثر ۳ ورزشکار در هر رشته) به دست آوردند:   
توضیحات
- یاداشت–رتبه هایی که برای رویدادهای ترک داده می شود فقط در حد هیت بندی ورزشکار است
- Q = راه یافتن به راند بعدی
- q = واجد شرایط برای دور بعدی به عنوان بازنده در شانس مجدد "یا"، در مسابقات میدانی، بر اساس رده بدون دستیابی به هدف مقدماتی
- NR = رکورد ملی
- N/A = راند برای رویداد قابل اجرا نیست
- Bye = ورزشکار نیازی به تکمیل رویداد ندارد

| ورزشکار     | رویداد        | اولیه    | اولیه | مقدماتی | مقدماتی | نیمه نهایی | نیمه نهایی | فینال    | فینال    |
| ورزشکار     | رویداد        | نتیجه    | رده   | نتیجه   | رده     | نتیجه      | رده        | نتیجه    | رده      |
| ----------- | ------------- | -------- | ----- | ------- | ------- | ---------- | ---------- | -------- | -------- |
| فرانکو براج | ۱۰۰ متر مردان | ۱۰٫۶۰ PB | ۲ Q   | ۱۰.۶۶   | ۸       | عدم صعود   | عدم صعود   | عدم صعود | عدم صعود |
| لویزا گگا   | ۳۰۰۰ متر زنان | —        | —     | ۹:۲۷.۴۱ | ۹       | —          | —          | عدم صعود | عدم صعود |

## تیراندازی
تیراندازان آلبانیایی بر اساس تخصیص نقاط جهانشمول به یک سهمیه برای المپیک تابستانی پاریس ۲۰۲۴ دست یافتند. 
| ورزشکار        | رویداد                  | تعیین خط | تعیین خط | نهایی    | نهایی    |
| ورزشکار        | رویداد                  | امتیازات | رده      | امتیازات | رده      |
| -------------- | ----------------------- | -------- | -------- | -------- | -------- |
| مانجولا کونینی | تپانچه بادی ۱۰ متر زنان | ۵۴۹      | ۴۳       | عدم صعود | عدم صعود |
| مانجولا کونینی | تپانچه ۲۵ متر زنان      | ۵۶۹-۱۰x  | ۳۷       | عدم صعود | عدم صعود |

## شنا
آلبانی دو شناگر را برای شرکت در المپیک ۲۰۲۴ پاریس فرستاد.
| ورزشکار      | رویداد             | مقدماتی | مقدماتی | نیمه نهایی | نیمه نهایی | فینال    | فینال    |
| ورزشکار      | رویداد             | زمان    | رده     | زمان       | رده        | زمان     | رده      |
| ------------ | ------------------ | ------- | ------- | ---------- | ---------- | -------- | -------- |
| گریسی کوجاکو | ۱۰۰ متر آزاد مردان | ۵۲:۳۲   | ۶۲      | عدم صعود   | عدم صعود   | عدم صعود | عدم صعود |
| کلترا مکا    | ۲۰۰ متر آزاد زنان  | ۲:۱۲.۲۱ | ۲۷      | عدم صعود   | عدم صعود   | عدم صعود | عدم صعود |

## کشتی
برای اولین بار از سال ۲۰۰۸، آلبانی سه کشتی‌گیر را برای دسته های وزنی زیر به رقابت های المپیک فرستاد. زلیمخان آباکاروف با کسب پنج نتیجه برتر از طریق مسابقات قهرمانی جهانی ۲۰۲۳ در بلگراد صربستان به بازی های المپیک راه یافت. در همین حال، اسلام دودایف و چرمن ولیف از طریق مسابقات مقدماتی جهانی ۲۰۲۴ در استانبول ترکیه جواز حضور در مسابقات المپیک تابستانی ۲۰۲۴ پاریس و در رشته کشتی را به دست آوردند. 
| ورزشکار          | رویداد            | دور یک‌شانزدهم                    | یک‌چهارم نهایی                | نیمه‌نهایی  | شانس مجدد                       | نهایی/ برنز                     | نهایی/ برنز |
| ورزشکار          | رویداد            | رقیب نتیجه                       | رقیب نتیجه                   | رقیب نتیجه | رقیب نتیجه                      | رقیب نتیجه                      | رده         |
| ---------------- | ----------------- | -------------------------------- | ---------------------------- | ---------- | ------------------------------- | ------------------------------- | ----------- |
| زلیمخان آباکاروف | ۵۷- کیلوگرم مردان | یونا فافه (GBS) · پیروزی · ۷–۶PP | سهروات (IND) · شکست · ۰–۱۲ST | عدم صعود   | عدم صعود                        | عدم صعود                        | ۸           |
| اسلام دودایف     | ۶۵- کیلوگرم مردان | آکازاوا (SAM) · پیروزی · ۱۰–۰    | عموزاد (IRI) · شکست · ۰–۱۱   | عدم صعود   | رترفورد (USA) · پیروزی · ۵–۰VB  | موسوکایف (HUN) · پیروزی · ۱۳–۱۲ | 3           |
| چرمن ولیف        | ۷۴- کیلوگرم مردان | بایراموف (AZE) · پیروزی · ۴–۳    | ژمالوف (UZB) · شکست · ۵–۶    | عدم صعود   | قاضی‌محمدف (AIN) · پیروزی · ۱۳–۲ | راسادین (TJK) · پیروزی · ۶–۲    | 3           |